# Busemann-Funktion
In der Riemannschen Geometrie, einem Teilgebiet der Mathematik, ist die Busemann-Funktion eine Funktion, die den "Abstand zu unendlich fernen Punkten" misst. Sie ist nach Herbert Busemann benannt.

## Definition
Sei {\displaystyle M} eine Riemannsche Mannigfaltigkeit und {\displaystyle \gamma :\left(0,\infty \right)\rightarrow M} eine nach Bogenlänge parametrisierte Geodäte. Die Busemann-Funktion {\displaystyle b_{\gamma }:M\rightarrow \mathbb {R} } ist definiert durch
{\displaystyle b_{\gamma }(x):=\lim _{t\rightarrow \infty }(t-d(x,\gamma (t))),\quad x\in M}.
Der Grenzwert existiert, weil {\displaystyle t-d(x,\gamma (t))} monoton wachsend und durch {\displaystyle d(x,\gamma (0))} nach oben beschränkt ist.
In gewisser Weise misst {\displaystyle b_{\gamma }} den Abstand eines Punktes vom unendlich fernen Punkt {\displaystyle \gamma (\infty )}.

## Horosphären

Das Poincaré-Modell der hyperbolischen Ebene, verschiedene im selben Punkt endende Geodäten (in Rot) und eine zugehörige Horosphäre (in Blau); die Horosphäre hängt nicht von der Geodäte, sondern nur vom Endpunkt ab.

Die Niveaumengen der Busemann-Funktion heißen Horosphären. Im Fall von Flächen werden die (dann eindimensionalen) Horosphären auch als Horozykel bezeichnet.
Die Subniveaumengen {\displaystyle b_{\gamma }^{-1}(\left[a,\infty \right])} für {\displaystyle a\in \mathbb {R} } werden als Horobälle bezeichnet. Eine Horosphäre ist also der Rand eines Horoballs.
Den Endpunkt im Unendlichen {\displaystyle \gamma (\infty )} der die Busemann-Funktion {\displaystyle b_{\gamma }} definierenden Geodäten bezeichnet man als Mittelpunkt oder Zentrum der so definierten Horosphären und Horobälle.

## Eigenschaften
{\displaystyle b_{\gamma }} ist eine Lipschitz-Funktion mit Lipschitz-Konstante {\displaystyle 1}.
Wenn {\displaystyle M} eine Hadamard-Mannigfaltigkeit ist, dann ist {\displaystyle b_{\gamma }} zweimal stetig differenzierbar und konkav (für jede Geodäte {\displaystyle \gamma }).
Dagegen ist {\displaystyle b_{\gamma }} konvex, wenn {\displaystyle M} nichtnegative Schnittkrümmung hat. Wenn {\displaystyle M} nichtnegative Ricci-Krümmung hat, dann ist {\displaystyle b_{\gamma }} subharmonisch, und wenn {\displaystyle M} eine Kähler-Mannigfaltigkeit mit nichtnegativer holomorpher Bischnittkrümmung ist, dann ist {\displaystyle b_{\gamma }} plurisubharmonisch.